# Schweizerische Buddhistische Union

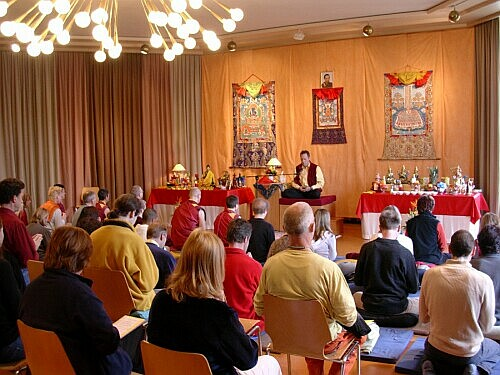
Vesakh-Feier Zürich

Die Schweizerische Buddhistische Union (SBU) ist ein Schweizer Verein im Sinne von Art. 60 ff. ZGB. Die SBU ist der Dachverband der Buddhisten in der Schweiz und hat seinen Sitz in Bern. Sie wurde 1978 gegründet und hat 125 Einzelmitglieder und 47 Gruppenmitglieder (Stand November 2011).
Die SBU versteht sich als Dachverband der verschiedenen buddhistischen Gemeinschaften in der Schweiz und vertritt keine spezielle buddhistische Schule. Sie ist für alle buddhistischen Richtungen und Traditionen auf der Basis der "Buddhistischen Grundwerte" offen. Die SBU ist Mitglied der Europäischen Buddhistischen Union.

## Strukturen
Die Mitgliedsgemeinschaften treffen sich einmal im Jahr meist am 2. Sonntag im November. Sie wählen den Vorstand und den Präsidenten für die Dauer eines Jahres, wobei darauf zu achten ist, dass die buddhistischen Gemeinschaften und die Landessprachen möglichst angemessen berücksichtigt sind. Beschlüsse und Wahlen erfolgen mit dem einfachen Mehr der anwesenden Mitglieder. Einzelmitglieder haben eine Stimme, Gruppenmitglieder haben fünf Stimmen.

## Ziele
Der Verein hat folgende Ziele:

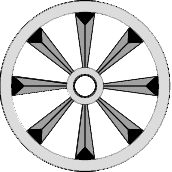
Dharmarad der SBU

1. die verschiedenen buddhistischen Gemeinschaften in der Schweiz zu unterstützen und ihre freundschaftliche Zusammenarbeit zu fördern.
2. die Lehre Buddhas in der Schweiz bekannt zu machen und ihre Ausübung zu erleichtern.
3. mit buddhistischen Organisationen im Ausland, insbesondere mit der "Europäischen Buddhistischen Union" zusammenzuarbeiten.
4. die gemeinsamen buddhistischen Interessen gegenüber den schweizerischen Behörden zu vertreten.
5. anderen Religionsgemeinschaften in der Schweiz mit Respekt zu begegnen.
6. über die buddhistischen Aktivitäten in der Schweiz zu informieren und diese zu dokumentieren.
7. gemeinsame Vorträge, Informationsveranstaltungen und Kurse über den Buddhismus im Allgemeinen zu organisieren.

### Interreligiöse Kontakte
- IRAS COTIS, Interreligiöse Arbeitsgemeinschaft in der Schweiz
- Interreligiöser Runder Tisch im Kanton Zürich